# Kulík rezavotemenný
Kulík rezavotemenný (Anarhynchus ruficapillus) je pták z řádu dlouhokřídlých žijící v Austrálii, kde se nalézá především v pobřežních oblastech i v oblastech nezarostlých bažin. Je podobný jiným druhům kulíků, například celosvětově rozšířenému kulíku mořskému. Živí se především drobnými bezobratlými živočichy, například červy, korýši a měkkýši.

## Popis
Na délku má kulík rezavotemenný 14–16 centimetrů, rozpětí křídel má 27–34 centimetrů a váží 35–40 gramů.